# Nomamyrmex
Nomamyrmex (лат.) — род средних и мелких по размеру американских кочевых муравьёв из подсемейства  Dorylinae. Ранее рассматривался в составе ныне не выделяемого подсемейства Ecitoninae.

## Распространение
Оба вида встречаются в Неарктике и Неотропике. Nomamyrmex esenbeckii широко распространён от южных штатов США до северных регионов Аргентины. Вид Nomamyrmex hartigii известен от Мексики до южной Бразилии. Nomamyrmex esenbeckii известен в качестве единственного хищника взрослых колоний муравьёв-листорезов рода Atta.

## Экология
Ведут кочевой образ жизни.

## Классификация
Известно 2 вида:
- Nomamyrmex esenbeckii (Westwood, 1842)typus
- Nomamyrmex hartigii (Westwood, 1842)